# Погребищенська синагога

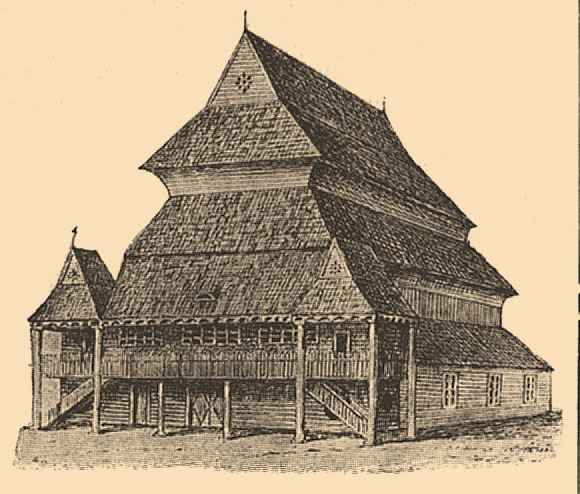
Синагога Погребищче до 1906 року

Погребищенська синагога — колишня дерев'яна будівля синагоги, розташована в м. Погребище , Вінницької області , Україна, побудована в 17 столітті. Але уже у 20-му столітті була зруйнована.

## Історія
У першій половині XVII століття в м. Погребище стояла дерев'яна синагога, яка вже в 1648 р. Описується як давня . У ході Хмельницького повстання (1648—1657) і воєн XVII ст. Місто кілька разів знищувалося вогнем. Можливо, в 1690 році синагога була перебудована.
Основні реставрації відбулися в 1790 р., А в 1892 р. Зовнішність була перебудована під час збереження інтер'єру.
Будівля була перетворена в клуб робітників у 1928 році і зруйнована під час Другої світової війни.

## Архітектура
Головний зал був приблизно квадратний (12,00 м × 12,40 м) з центральною частиною (8 м) і двома бічними частинами, які були більш вузькі (ширина 1,80 м) і нижче. Головний зал був збудований з трьох сторін: прихожа з верхньою жіночою молитовною зоною на західній стороні і низькими одноповерховими жіночими молитовними зонами на північних і південних стінах. На західних кутах розташовувалися двоповерхові кутові павільйони. Кімната на південній стороні нагрівалася і служила приміщенням для зустрічей старійшин громади.
Стіни були з горизонтальних брусів, в головному залі вони були посилені ребрами.
Дах над основним залом був зсунутий, двоярусний, з нижнього ярусу та верхнього ярусу наполовину . Кутові павільйони разом з галереями, які оточували їх, були покриті шатровими дахами.
Спочатку стіни були поліхроміровані; на східній стіні залишилися сліди колишніх кольорових настінних розписів, що представляють різноманітних птахів, рослин і одомашнених тварин.
Ковчег шириною 1,70 м, висотою 4,50 м, був розміщений на ящиках . У трьох ярусах її прикрашали звивиста флора з симетрично розташованими птахами і тваринами.
Біма стояла на восьмикутному подіумі і була оточена балюстрадою з перилами.